# Jano Ananidze
Jano Ananidze (en georgiano: ჯანო ანანიძე; Kobuleti, 10 de octubre de 1992) es un exfutbolista georgiano que jugaba de centrocampista.

## Carrera
Ananidze militó en las categorías inferiores del Dinamo Tbilisi desde 2003 hasta 2007 y en las del Dinamo de Kiev, desde 2007 hasta 2009. Ingresó en el Spartak de Moscú en primavera de 2009 para jugar, en un principio, también con el equipo filial del club moscovita. Sin embargo, en mitad de la temporada Valery Karpin ascendió a Ananidze al primer equipo. El futbolista georgiano debutó con el Spartak el 16 de julio de 2009, cuando aún tenía 16 años de edad, en un partido de Copa de Rusia ante el F. C. Krasnodar, encuentro en el que también anotó su primer gol como profesional. El 1 de agosto de 2009, Ananidze debutó en liga ante el F. C. Kuban.
El 18 de octubre de 2009 se convirtió en el futbolista más joven de la historia de la Liga Premier rusa en marcar un gol, con 17 años y ocho días, ante el F. C. Lokomotiv Moscú. El 10 de octubre de 2010 debutó en la Liga de Campeones de la UEFA en un partido en Luzhniki ante el Chelsea F. C.
Tras su buen final de temporada, Ananidze fue vinculado a equipos como el Arsenal Football Club o el Liverpool F. C. Sin embargo, el director deportivo del Spartak, Dmitri Popov aseguró que el club moscovita no escuchará ofertas por el georgiano hasta que no cumpla, al menos, los 20 años de edad.
Fue cedido al F. C. Rostov durante la temporada 2013-14.
En enero de 2019 fue cedido hasta final de temporada al P. F. C. Krylia Sovetov Samara.
Tras rescindir su contrato con el Spartak, el 22 de enero de 2020 firmó un contrato hasta final de temporada con el Anorthosis Famagusta chipriota. En agosto regresó a Rusia para jugar en el F. C. Rotor Volgogrado. Un mes después, sin llegar a jugar ningún partido por problemas en la rodilla, rescindió su contrato.
Entonces regresó a su país y, una vez recuperado, en abril de 2021 volvió al Dinamo Tiflis. Estuvo hasta final de año y en febrero de 2022 se comprometió con el F. C. Dinamo Batumi después de haber estado a prueba durante unas semanas. Dos meses después anunció su retirada como consecuencia de los constantes problemas físicos que sufría.

## Selección nacional
Ante los rumores sobre la posibilidad de que Ananidze —su madre tiene orígenes rusos— pudiera adquirir la nacionalidad rusa y jugar con la selección rusa, el jugador aseguró que es "de Georgia y jugaré con Georgia". Finalmente debutó con Georgia en Tiflis el 5 de septiembre de 2009 en un partido de clasificación para el Mundial de 2010 ante Italia (0-2).

## Estadísticas
| Club            | Temporada     | Liga     | Liga  | Copa     | Copa  | Europa   | Europa | Total    | Total |
| Club            | Temporada     | Partidos | Goles | Partidos | Goles | Partidos | Goles  | Partidos | Goles |
| --------------- | ------------- | -------- | ----- | -------- | ----- | -------- | ------ | -------- | ----- |
| Spartak Moscú   | 2009          | 8        | 2     | 1        | 1     | 0        | 0      | 9        | 3     |
| Spartak Moscú   | 2010          | 23       | 2     | 0        | 0     | 2        | 0      | 25       | 2     |
| Spartak Moscú   | 2011-12       | 15       | 1     | 2        | 0     | 3        | 1      | 20       | 2     |
| Spartak Moscú   | 2012-13       | 15       | 3     | 2        | 1     | 3        | 0      | 20       | 4     |
| Rostov (cedido) | 2013-14       | 22       | 3     | 3        | 2     | 0        | 0      | 25       | 5     |
| Spartak Moscú   | 2014-15       | 15       | 0     | 0        | 0     | 0        | 0      | 15       | 0     |
| Spartak Moscú   | 2015-16       | 11       | 0     | 0        | 0     | 0        | 0      | 11       | 0     |
| Spartak Moscú   | 2016-17       | 1        | 2     | 0        | 0     | 1        | 1      | 2        | 3     |
| Total carrera   | Total carrera | 110      | 13    | 8        | 4     | 9        | 2      | 127      | 19    |

### Partidos internacionales
Actualizado el 10 de febrero de 2011
| Partidos y goles internacionales | Partidos y goles internacionales | Partidos y goles internacionales | Partidos y goles internacionales | Partidos y goles internacionales | Partidos y goles internacionales | Partidos y goles internacionales |
| #                                | Fecha                            | Lugar                            | Rival                            | Resultado                        | Gol                              | Competición                      |
| 2009                             | 2009                             | 2009                             | 2009                             | 2009                             | 2009                             | 2009                             |
| -------------------------------- | -------------------------------- | -------------------------------- | -------------------------------- | -------------------------------- | -------------------------------- | -------------------------------- |
| 1.                               | 5 de septiembre de 2009          | Tiflis, Georgia                  | Italia                           | 0–2                              | 0                                | Clasificación Mundial 2010       |
| 2010                             |                                  |                                  |                                  |                                  |                                  |                                  |
| 2.                               | 25 de mayo de 2010               | Linz, Austria                    | Camerún                          | 0–0                              | 0                                | Amistoso                         |
| 3.                               | 3 de septiembre de 2010          | El Pireo, Grecia                 | Grecia                           | 1–1                              | 0                                | Clasificación EURO 2012          |
| 4.                               | 7 de septiembre de 2010          | Tiflis, Georgia                  | Israel                           | 0–0                              | 0                                | Clasificación EURO 2012          |
| 5.                               | 8 de octubre de 2010             | Tiflis, Georgia                  | Malta                            | 1–0                              | 0                                | Clasificación EURO 2012          |
| 6.                               | 12 de octubre de 2010            | Riga, Letonia                    | Letonia                          | 1–1                              | 0                                | Clasificación EURO 2012          |
| 7.                               | 17 de noviembre de 2010          | Koper, Eslovenia                 | Eslovenia                        | 2–1                              | 1                                | Amistoso                         |
| 8.                               | 9 de febrero de 2011             | Limassol, Chipre                 | Armenia                          | 2–1                              | 0                                | Amistoso                         |
| 9.                               | 3 de junio de 2011               | Split, Croacia                   | Croacia                          | 1–2                              | 0                                | Clasificación EURO 2012          |

## Palmarés

### Títulos nacionales
| Título                | Club                   | País    | Año     |
| --------------------- | ---------------------- | ------- | ------- |
| Copa de Rusia         | F. C. Rostov           | Rusia   | 2013-14 |
| Liga Premier de Rusia | F. C. Spartak de Moscú | Rusia   | 2016-17 |
| Supercopa de Rusia    | F. C. Spartak de Moscú | Rusia   | 2017    |
| Supercopa de Georgia  | F. C. Dinamo Batumi    | Georgia | 2022    |